# American National Standards Institute
A American National Standards Institute (literalmente traduz-se como "Instituto Nacional Americano de Padrões"), também conhecida por sua sigla ANSI, é uma organização particular estado-unidense sem fins lucrativos que tem por objetivo facilitar a padronização dos trabalhos de seus membros.

## Visão geral
A ANSI supervisiona o desenvolvimento de padrões de consenso voluntário para produtos, serviços, processos, sistemas e pessoal nos Estados Unidos, coordenando também, os padrões dos EUA com os padrões internacionais para que os produtos americanos possam ser usados em todo o mundo.
A ANSI credencia padrões que são desenvolvidos por representantes de outras organizações de padrões, agências governamentais, grupos de consumidores, empresas e outros. Esses padrões garantem que as características e o desempenho dos produtos sejam consistentes, que as pessoas usem as mesmas definições e termos e que os produtos sejam testados da mesma maneira. A ANSI também credencia organizações que realizam certificação de produtos ou pessoal de acordo com os requisitos definidos em padrões internacionais.
Segundo a própria organização, o objetivo é melhorar a qualidade de vida e dos negócios nos Estados Unidos. São conhecidos por terem inúmeros padrões, entre eles o ANSI C que serve como guia na escrita de compiladores e de programas nesta linguagem de programação.
Por ser uma entidade padrão de uma economia forte , outras entidades semelhantes no mundo seguem alguns dos padrões adotados pela ANSI.

## No Brasil
O equivalente da ANSI no Brasil é a ABNT.